# Juan Ramón de la Fuente
Juan Ramón de la Fuente Ramírez (Ciudad de México, 5 de septiembre de 1951) es un médico psiquiatra, profesor, funcionario público, escritor, diplomático e investigador mexicano. Es el secretario de Relaciones Exteriores desde el 1 de octubre de 2024 durante el gobierno de la presidenta Claudia Sheinbaum.
Fue el representante permanente de México ante la Organización de las Naciones Unidas durante la administración de Andrés Manuel López Obrador.
Se ha destacado como secretario de Salud durante la administración de Ernesto Zedillo hasta su renuncia para ser rector de la Universidad Nacional Autónoma de México entre 1999 y 2007.
Es egresado de la Facultad de Medicina de la UNAM y de la Clínica Mayo de Rochester, Minnesota. Ha sido profesor de la UNAM desde 1980 en donde fue Coordinador de la Investigación Científica, Director de la Facultad de Medicina y Rector durante dos períodos. Fue Secretario de Salud de México y Presidente de las Academias Nacional de Medicina y Mexicana de Ciencias. Dirigió la Junta Directiva del Programa de la ONU contra el Sida en París, la Asociación Internacional de Universidades en la UNESCO y el Consejo de la Universidad de Naciones Unidas en Tokio. Es autor o coautor de veinticuatro libros. Sus publicaciones en revistas internacionales registran más de seis mil citas en la literatura científica mundial. Por sus contribuciones a la salud y la educación, recibió el Premio Nacional de Ciencias y Artes que otorga el gobierno de México.

## Biografía
Juan Ramón de la Fuente cursó sus estudios de preparatoria en el Centro Universitario México. Es médico cirujano egresado de la Facultad de Medicina (de la que fue director años después) de la UNAM; posteriormente, realizó su especialización en psiquiatría en la Clínica Mayo en Rochester, Minnesota, Estados Unidos, y al regresar se colocó como uno de los más prestigiosos psiquiatras de México. Fue ganador del Premio de Investigación de la Academia Mexicana de Ciencias, en 1989, y presidente de la misma de 1996 a 1997.
Ingresó al sector público el 1 de diciembre de 1994, cuando el entonces presidente Ernesto Zedillo lo designó secretario de Salud, uno de los tres únicos miembros del gabinete presidencial que no pertenecían al Partido Revolucionario Institucional (PRI).
Permaneció en el cargo hasta 1999, cuando fue designado rector de la UNAM, tras la huelga estudiantil de la UNAM por el Consejo General de Huelga (CGH) de más de 10 meses de duración, motivada por la intención del hasta entonces rector, Francisco Barnés de Castro, de cobrar cuotas de ingreso a los estudiantes y renunciar meses después a su mandato. El inicio de la rectoría de De la Fuente no estuvo exenta de polémica. A su llegada el médico promovió la realización de un plebiscito entre la comunidad universitaria sobre la entrega o no de las instalaciones de la UNAM, mismo que tuvo una participación cuantiosa que no alcanzó la mayoría de la comunidad pero confirmó su propuesta de solución al conflicto dando por satisfechas las demandas del pliego petitorio del CGH. El 10 de diciembre de 1999 la comisión de Rectoría y el CGH alcanzan un acuerdo para proseguir el diálogo que se ve roto ante el encarcelamiento de estudiantes tras una manifestación en la embajada de los Estados Unidos en la Ciudad de México. A pesar del perfil negociador de De la Fuente con el CGH que se diferenció del de su predecesor el fin del conflicto ocurrió con violencia. El 1 de febrero de 1999 grupos porriles intentaron recuperar las instalaciones de la Preparatoria 3 causando heridos y detenciones; el 6 de febrero por la madrugada Ciudad Universitaria y las instalaciones de la UNAM fueron tomadas por elementos de la Policía Federal Preventiva con el consiguiente arresto y encarcelamiento de cientos de estudiantes huelguistas. La solución policiaca fue respaldada por el PRI y condenada por las fuerzas políticas de oposición de entonces, PAN y PRD.
En su gestión como rector, una vez terminado el conflicto, buscó mejorar su imagen dándole publicidad al hecho, que positivamente, la UNAM había posicionado ser la mejor de Iberoamérica, en las mediciones internacionales. También logró la declaración de Ciudad Universitaria como Patrimonio Cultural de la Humanidad según la Unesco, logró la reforma gradual del sistema de inscripciones, impulsó la creación del sistema de transporte Pumabús y el sistema de uso de bicicleta Bicipuma, la entonces computadora más potente de Latinoamérica, Kan Balam, el Memorial del 68 y el Museo Universitario de Arte Contemporáneo (MUAC), entre otros de sus logros como rector. En el 2005, la Universidad Autónoma de Sinaloa le otorgó el título de doctor honoris causa. En el 2006, fue galardonado con el Premio Nacional de Ciencias y Artes en el área de Ciencias Físico-Matemáticas y Naturales.[cita requerida]
Juan Ramón de la Fuente, en su último mensaje el 5 de octubre del 2007 ante el Consejo Universitario, dijo: "daremos paso a un nuevo ciclo, luminoso, en la vida de la universidad" como forma de despedida de la comunidad universitaria. Posteriormente, el 8 de octubre anunció la convocatoria para buscar su sucesor.
Al finalizar su rectorado y por invitación del Secretario general de Naciones Unidas, Ban Ki-moon, y del director de la Unesco, Koichirō Matsuura, forma parte de la Junta de Gobierno de la Universidad de Naciones Unidas y del Consejo de Naciones Unidas, cargo que desempeña a partir del 3 de diciembre del 2007.
Sus investigaciones sobre el alcoholismo permitieron la identificación del problema en sus fases tempranas con la herramienta "AUDIT" (Alcohol Use Disorders Identification Test), y participó en el diseño del Manual diagnóstico y estadístico de los trastornos mentales.
Es miembro del Instituto Cervantes de España y Presidente de la Asociación Internacional de Universidades a partir de julio del 2008. En enero del 2012 fue nombrado miembro honorario del Seminario de Cultura Mexicana. En el marco del ciclo de conferencia que se estarán realizando en la Fundación Elena Poniatowska, este 31 de julio, el exrector de la Universidad Nacional Autónoma de México, Juan Ramón de la Fuente se presentó para dar una charla sobre el Movimiento Estudiantil de 1968 y en la cual fue increpado por exintegrantes del Consejo General de Huelga de 1999-2000.
En 2012, Andrés Manuel López Obrador lo propuso como titular de la Secretaría de Educación Pública en un eventual gobierno suyo. Se le mencionó como posible candidato independiente impulsado por la izquierda a la presidencia de México en el 2018. En 2018 fue designado por el presidente Andrés Manuel López Obrador como representante de México ante la Organización de las Naciones Unidas. El 29 de junio de 2023 anunció el término de sus funciones como representante de México.El 20 de junio de 2024, fue anunciado por la presidenta electa Claudia Sheinbaum como secretario de Relaciones Exteriores.

## Distinciones
Es doctor Honoris Causa por 18 universidades en México, Canadá, Estados Unidos, Europa y Sudamérica. Actualmente preside el Consejo del Aspen Institute en México y dirige el Seminario de Estudios sobre la Globalidad en la UNAM, desde donde ha impulsado proyectos trascendentes como son la disponibilidad de opioides para el manejo del dolor severo, así como de los derivados de la cannabis para uso terapéutico, y el derecho a una muerte digna.

## Obras
Destaca también, el éxito editorial de sus últimos libros: “Marihuana y Salud”, y “A quién le importa el futuro”.

## Familia
Su padre, Ramón de la Fuente, fue también un connotado neuropsiquiatra, además de miembro del Colegio Nacional desde 1972 y miembro del Consejo Consultivo de Ciencias de la Presidencia de la República. Su madre fue Beatriz Ramírez de la Fuente, investigadora e historiadora, miembro de número de la Academia Mexicana de la Historia y de la Academia de Artes de México, así como directora del Instituto de Investigaciones Estéticas de la Universidad Nacional Autónoma de México (UNAM).